# Regering-Potocki

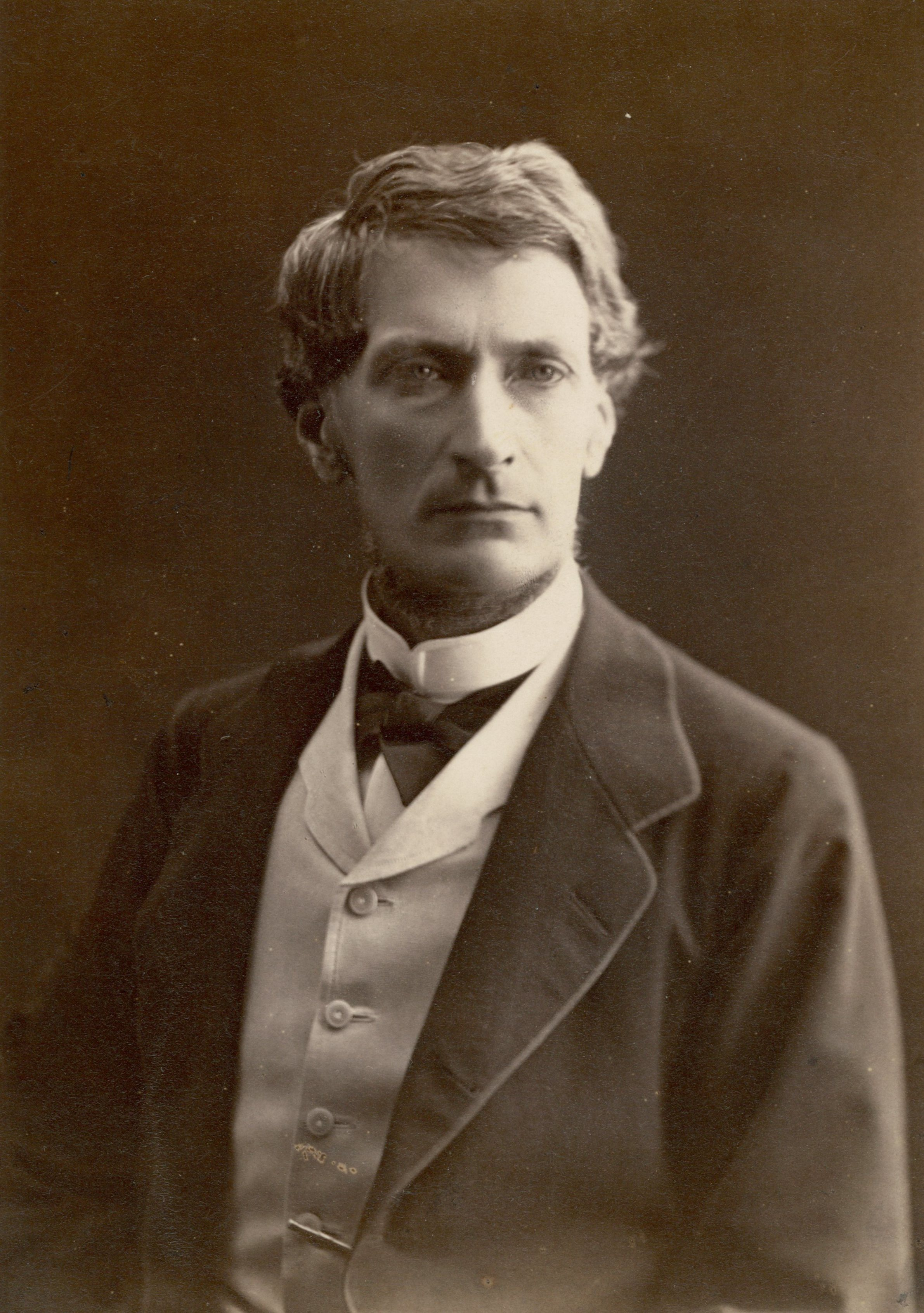
Minister-president Potocki

De regering-Potocki was de regering die Cisleithanië (de Oostenrijkse rijkshelft van Oostenrijk-Hongarije) bestuurde van 12 april 1870 tot 6 februari 1871. De regering stond onder leiding van graaf Alfred Józef Potocki.

## Samenstelling
| Functie                           | Naam                                                                          | Begin van ambtstermijn                | Einde van ambtstermijn                  |
| --------------------------------- | ----------------------------------------------------------------------------- | ------------------------------------- | --------------------------------------- |
| Minister-president                | Alfred Józef Potocki                                                          | 12 april 1870                         | 6 februari 1871                         |
| Minister van Landbouw             | Alfred Józef Potocki (waarnemend) Alexander von Petrino                       | 12 april 1870 18 juni 1870            | 6 mei 1870 6 februari 1871              |
| Minister van Handel               | Sisinio von Pretis-Cagnodo (waarnemend)                                       | 12 april 1870                         | 6 februari 1871                         |
| Minister van Cultuur en Onderwijs | Adolf von Tschabuschnigg (waarnemend) Karl von Stremayr                       | 12 april 1870 28 juni 1870            | 28 juni 1870 6 februari 1871            |
| Minister van Financiën            | Karl Distler Ludwig von Holzgethan                                            | 12 april 1870 5 mei 1870              | 5 mei 1870 6 februari 1871              |
| Minister van Binnenlandse Zaken   | Eduard von Taaffe                                                             | 12 april 1870                         | 6 februari 1871                         |
| Minister van Justitie             | Adolf von Tschabuschnigg                                                      | 12 april 1870                         | 6 februari 1871                         |
| Minister van Landsverdediging     | Eduard von Taaffe Victor Widmann-Sedlnitzky Alfred Józef Potocki (waarnemend) | 12 april 1870 5 mei 1870 28 juni 1870 | 5 mei 1870 28 juni 1870 6 februari 1871 |

Beust · Burgerministerie · Potocki · Hohenwart · Holzgethan · A. Auersperg · Stremayr · Taaffe (II) · Windisch-Graetz · Kielmansegg · Badeni · Gautsch I · Thun · Clary · Wittek · Koerber I · Gautsch II · Hohenlohe · Beck · Bienerth · Gautsch III · Stürgkh · Koerber II · Clam-Martinic · Seidler · Hussarek · Lammasch